# Levitenamt

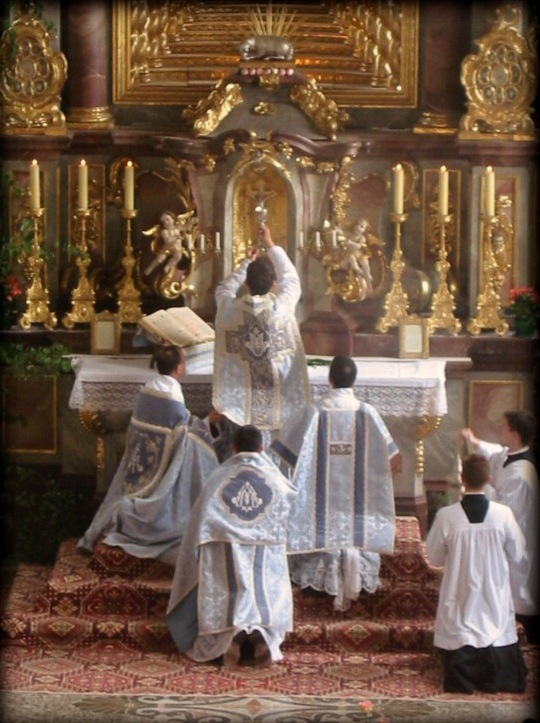
Levitenamt mit Presbyter assistens nach der Liturgie von 1962 (Elevation des Kelches nach der Wandlung)

Ein Levitenamt oder levitiertes Hochamt (benannt nach den alttestamentlichen Leviten), volkstümlich auch dreiherriges oder dreispänniges Hochamt genannt, ist eine feierliche Form der heiligen Messe, bei der dem Zelebranten ein Diakon und ein Subdiakon assistieren, im Primizamt oder bei  Prälaten zusätzlich ein Presbyter assistens.

## Geschichte
Das Levitenamt entwickelte sich ab dem 10./11. Jahrhundert aus der feierlichen Bischofsmesse, bei der dem Bischof mehrere Diakone und Subdiakone assistierten. Die Synode von Limoges sah 1031 vor, dass Äbte und Priester an Festtagen nicht von mehr als drei Diakonen Assistenz erhielten, während einem Bischof fünf oder sieben Diakone assistieren konnten. Der älteste Beleg für eine Messfeier mit nur einem Diakon und einem Subdiakon stammt aus einer Kirchenordnung des Bischofs von Avranches, Johannes (Jean), von 1065; zur selben Zeit wurde auch in der Abtei Cluny die Konventsmesse in ähnlicher Weise zelebriert. Der Ablauf der Messe entsprach bis zum Erscheinen des Caeremoniale Episcoporum 1600 weitgehend dem Ablauf des Pontifikalamts, auch hinsichtlich der Mitwirkung von Leuchterträgern und dem Gebrauch von Weihrauch.
Im Hochmittelalter fand das Levitenamt als „Hochamt“ (summum officium, Missa solemnis) in Kathedralen, Kloster- und Stiftskirchen als gewöhnliche Form der Konventsmesse oder des Kapitelsamtes nahezu täglich statt, und zwar als Klerikergottesdienst ohne Teilnahme von Laien. In neuerer Zeit wurde es einerseits auf Gemeindegottesdienste in Pfarrkirchen übertragen und andererseits auch in den Klöstern auf Sonn- und Feiertage beschränkt.
Dabei war es seit dem Hochmittelalter nicht selbstverständlich, dass die Leviten auch die Kommunion empfingen. Noch im 11. Jahrhundert waren zwei Stücke der gebrochenen Hostie für Diakon und Subdiakon bestimmt. Später kommunizierten die Leviten nur an Sonntagen – in manchen Regionen bis ins 15. Jahrhundert oder später sogar unter der Gestalt des Brotes und des Weines –, dann nur einmal im Monat oder seltener.
Das Zweite Vatikanische Konzil betont die Bedeutung von „Leviten“, d. h. Diakone, Subdiakone und niedrige Kleriker, für den feierlichen Gottesdienst:

„Ihre vornehmste Form nimmt die liturgische Handlung an, wenn der Gottesdienst feierlich mit Gesang gehalten wird und dabei Leviten (im Original: ministri sacri) mitwirken und das Volk tätig teilnimmt.“

Papst Paul VI. setzte 1972 mit dem Motu proprio Ministeria quaedam die Weihe zum Subdiakon aus. Mit der Abschaffung des Subdiakonats und mit der Förderung der eucharistischen Konzelebration der Priester verändert sich das bisherige Levitenamt. Es nimmt jetzt die Form der Messe mit Diakon (Missa cum diacono) an, wie sie vorher in einigen Ordensliturgien, z. B. dem Kartäuserritus, und in jüngerer Zeit in manchen Klöstern praktiziert wurde. Auch bei nichtfeierlichen Gottesdiensten kann und soll jetzt ein Diakon (oder deren mehrere) den liturgischen Dienst ausüben. Andere Helferdienste, die früher etwa dem Subdiakon zufielen, übernehmen heute Laienchristen. Ausgeschlossen ist die frühere Praxis, dass ein Priester in Dalmatik die Rolle des Diakons übernimmt. „Es ist nämlich besser, dass Priester, die bei einer Eucharistiefeier anwesend sind, mit den liturgischen Gewändern bekleidet, den der eigenen Weihe entsprechenden Dienst in der Regel ausüben und folglich als Konzelebranten teilnehmen“.
Im Usus extraordinarius des Römischen Ritus, der 2007 von Papst Benedikt XVI. begrenzt eingeführt worden war und bis Juli 2021 galt, wurden weiter Levitenämter zelebriert. Seit dem Motu proprio Traditionis custodes von Papst Franziskus (Juli 2021) wird die Feier eines Levitenamtes nach der Liturgie von 1962 nur in begrenzten Ausnahmefällen kirchlich gestattet.

## Aufgaben der Leviten bei der heiligen Messe
Waren kein Diakon und kein Subdiakon anwesend, konnten deren liturgische Rollen auch von Priestern übernommen werden, die Funktion des Subdiakons auch von einem Akolythen oder männlichen Laien.
Bei der feierlichen Zelebration wirkten neben Diakon und Subdiakon Akolythen mit, die zum Eingang und zur Verkündigung des Evangeliums Leuchter mit brennenden Kerzen trugen und bei der Gabenzurüstung für die Messe halfen, indem sie dem Subdiakon Wein und Wasser darreichten; Thuriferare besorgten den Dienst mit dem Weihrauchfass, und ein Kleriker oder Ministrant, eventuell ein weiterer Subdiakon trug das Prozessionskreuz zum Ein- und Auszug. Ein Priester ohne Pluviale konnte als Zeremoniar bei jedem Hochamt mitwirken, um hauptsächlich dem Zelebranten am Missale zu assistieren. Die Assistenz durch einen Presbyter assistens mit Chormantel war den Bischöfen und den Prälaten vorbehalten, die zum Gebrauch der Pontifikalien berechtigt waren. Bei der Primizmesse war der Presbyter assistens, der den neugeweihten Priester unterstützte, toleriert.

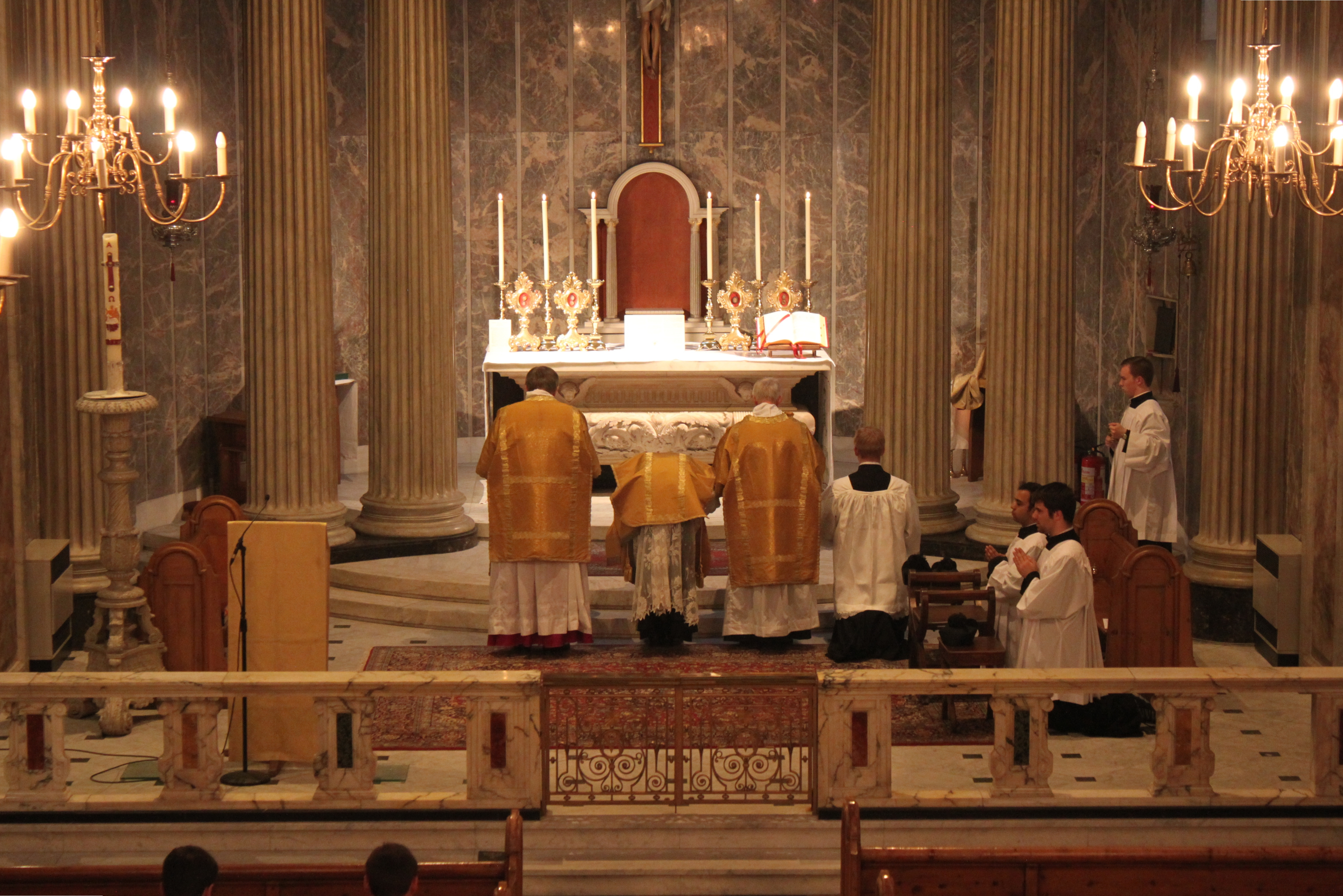
Stufengebet. Der zelebrierende Priester spricht gebeugt das Confiteor, links neben ihm der Subdiakon, rechts der Diakon.

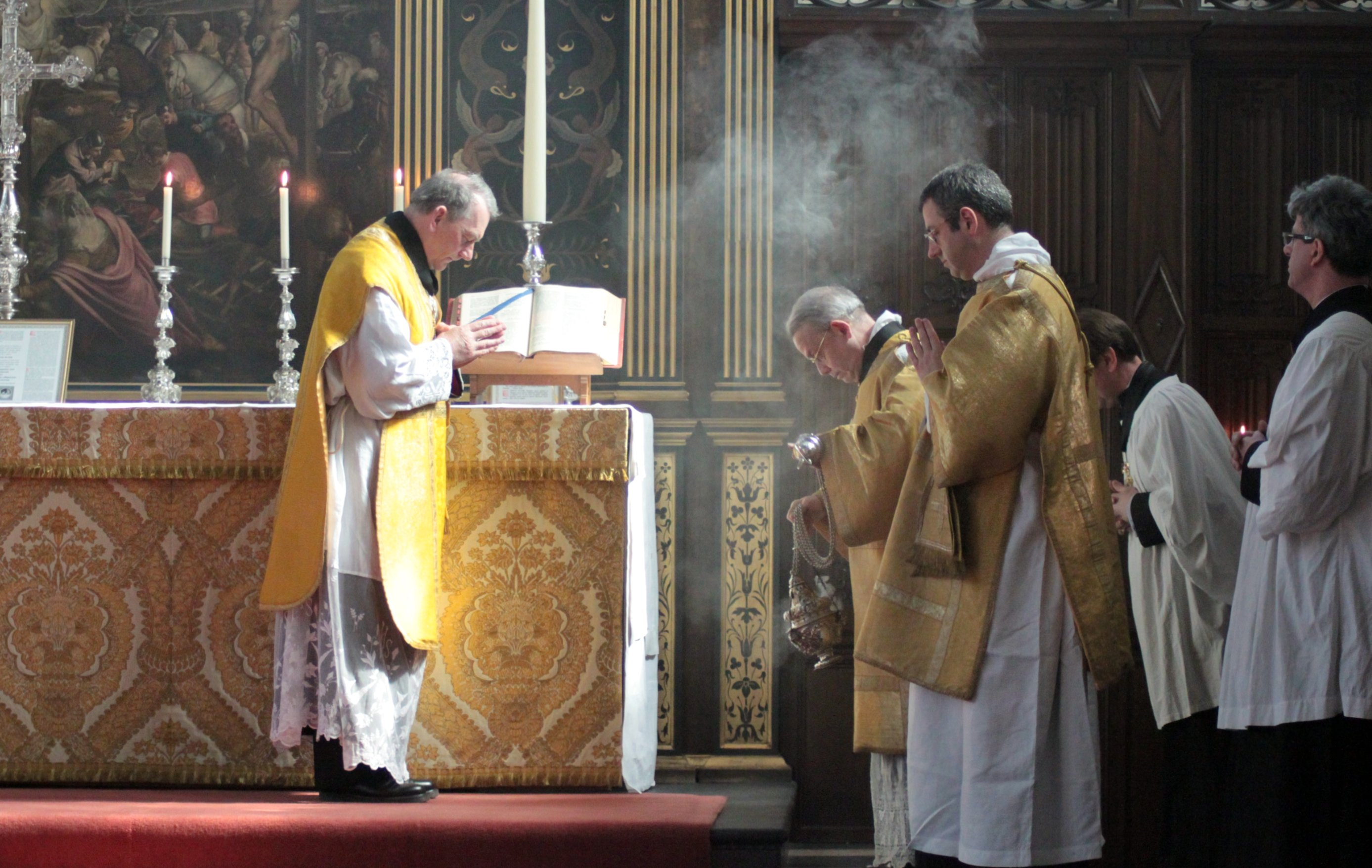
Der Diakon inzensiert den Zelebranten.

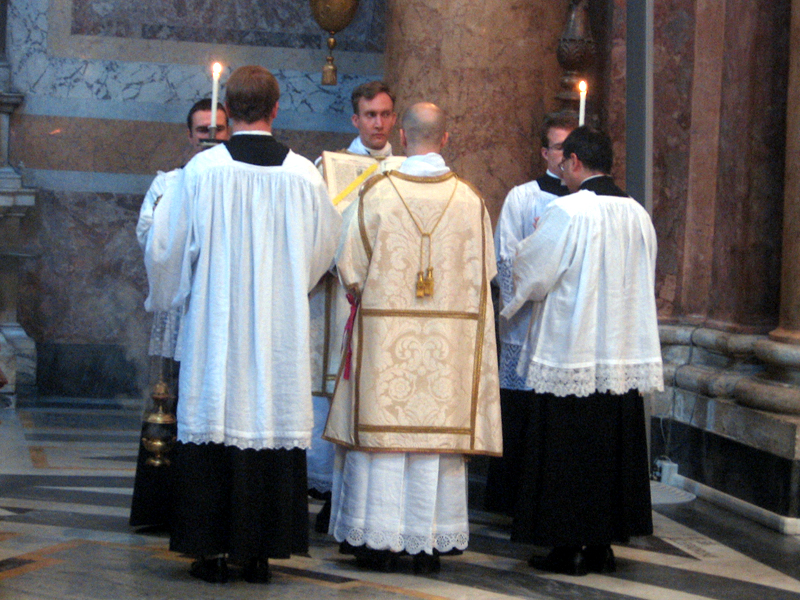
Verkündigung des Evangeliums durch den Diakon – der Subdiakon hält ihm das Buch.

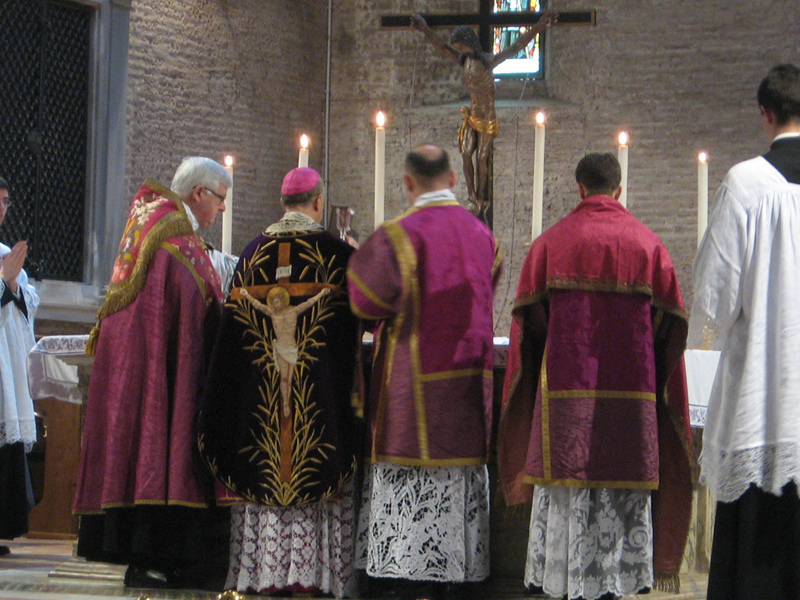
Darbringung des Kelches bei der Opferung

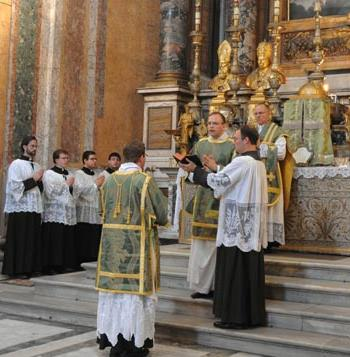
Der Diakon singt das Ite, missa est, vor ihm steht der Subdiakon in Tunicella, hinter ihm der zelebrierende Priester.

- Beim Einzug und Auszug ging der Subdiakon hinter den Akolythen mit den Leuchtern und vor dem Diakon, dieser ging vor dem Zelebranten. Beim Nebeneinanderstehen und -sitzen war der Platz des Subdiakons links vom Zelebranten und der des Diakons rechts; wenn ein Presbyter assistens teilnahm, stand dieser rechts vom Zelebranten, Subdiakon und Diakon standen dann beide links. Wenn der Priester am Altar stand, stand oder kniete der Subdiakon vor bzw. auf der untersten Altarstufe, der Diakon stand oder kniete auf einer mittleren Stufe oder rechts vom Zelebranten.
- Die Leviten sprachen mit dem Zelebranten halblaut und im Wechsel das Stufengebet, die Texte des Ordinariums (Kyrie eleison, Gloria, Credo, Sanctus, Agnus Dei) und des Propriums außer den Orationen, während sie vom Chor gesungen wurden. Darin war noch, so Josef Andreas Jungmann, die bis ins Hochmittelalter übliche Praxis zu erkennen, dass der Zelebrant die liturgischen Gesänge gemeinsam mit dem ganzen Volk vollzieht.[9] Diese Praxis wurde in der Liturgiereform des Zweiten Vatikanischen Konzils wieder eingeführt.
- Wenn kein Zeremoniar oder Presbyter assistens mitwirkte, schlug der Diakon die passende Seite im Missale auf und zeigte dem Zelebranten den Beginn des Gebets.
- Diakon und Subdiakon waren dem Zelebranten beim Einlegen von Weihrauch in das Weihrauchfass behilflich, das ihnen vom Thuriferar gereicht wurde; sie begleiteten ihn bei der Altarinzens zu Beginn der heiligen Messe und bei der Opferung und hielten dabei den Saum seiner Kasel. Der Diakon inzensierte den Priester, vor der untersten Altarstufe stehend, während der Zelebrant an der Epistelseite des Altars stand; der der Opferbereitung inzensierte er auch den Subdiakon und wurde selber vom Thuriferar inzensiert.
- Der Subdiakon trug die Epistel vor, der Diakon das Evangelium. Das Lektionar konnte dem Subdiakon von einem Akolythen geöffnet vorgehalten werden, dem Diakon vom Subdiakon, wenn das Buch nicht zum gelesenen oder gesungenen Vortrag auf einem Ambo abgelegt werden konnte. Epistel und Evangelium wurden von den Leviten contra altare, also mindestens schräg zum Altar hin und nicht direkt zum Volk hin vorgetragen – ein Hinweis auf den Charakter des Hochamts als Klerikerliturgie. Örtliche Gewohnheiten sahen jedoch auch einen Vortrag in dem Volk zugewandter Stellung vor.[10] An den Tagen, an denen die Planeta plicata getragen wurde, legten die Leviten diese zum Vortrag ab.
- Vor der Bereitung der Gaben tug der Subdiakon den Kelch von der Kredenz zum Altar, wo er ihn an den Diakon weitergab; hierzu war ihm ein Velum umgelegt worden, mit dem er die Gefäße anfasste. Der Subdiakon empfing am Altar vom Zeremoniar oder den Akolythen die Kännchen mit Wein und Wasser; das Weinkännchen reichte der dem Diakon, der den Wein in den Kelch goss; anschließend goss der Subdiakon einige Tropfen Wasser in den Kelch und gab die Kännchen zurück. Der Diakon reichte den Kelch an den Zelebranten und unterstützte diesen bei der Elevation zur Darbringung der Gaben.
- Nach der Bereitung der Gaben erhielt der Subdiakon vom Diakon die Patene in die rechte Hand. Er bedeckte sie mit dem Velum und ging nach unten vor die Stufen, wo er in der Mitte, die verhüllte Patene in Gesichtshöhe haltend, bis zum Ende des Pater noster zum Altar gewandt stehen blieb und lediglich zum Sanctus neben den Priester an den Altar trat; während der Wandlung kniete er auf die unterste Stufe nieder. Die Verhüllung der Patene entsprach dem Ritus in der nicht levitierten Messfeier, bei dem der Priester die Patene teilweise unter das Korporale schob. Er wird mit der Ehrfurcht vor dem Leib Christi erklärt, der auf der Patene lag, und allegorisch mit dem Sichverbergen Jesu vor seiner Passion gedeutet. Zur Brechung des Brotes nahm die Patene dann wieder auf dem Altar die konsekrierte Hostie auf.[11]
- Bei der Wandlung nahm der Diakon vor der Konsekration des Weines die Palla vom Kelch und legte sie nach der Elevation wieder auf. Bei der Elevation des Brotes und des Weines hob er mit der linken Hand den Rand der Kasel des Zelebranten an.
- Den Friedensgruß empfing der Diakon vom Priester, der Subdiakon vom Diakon, worauf der Subdiakon den Friedensgruß weiteren anwesenden Klerikern gab.
- Zur Kommunion nahm der Diakon das Ziborium aus dem Tabernakel. Zum Domine, non sum dignus des Zelebranten standen die Leviten rechts und links neben ihm am Altar, zum Volk gewandt; bei der Kommunionausteilung hielt der Diakon den Kommunikanten die Patene unter das Kinn, der Subdiakon konnte den Zelebranten mit gefalteten Händen begleiten.
- Der Subdiakon war dem Zelebranten bei der Purifikation der liturgischen Gefäße nach der Kommunion behilflich und goss Wein und Wasser über dessen Fingerspitzen; die Kännchen mit Wein und Wasser reichten ihm der Zeremoniar oder die Akolythen. Er trocknete den Kelch, bedeckte ihn mit dem Velum und trug ihn zur Kredenz.
- Das Ite, missa est sang der Diakon auf der mittleren Altarstufe stehend und zum Volk gewandt. An Tagen, an denen Benedicamus Domino gesungen wurde, tat er dies zum Altar gewandt. Zum Schlusssegen knieten die Leviten auf der obersten Stufe, zum Schlussevangelium traten sie neben den Zelebranten an den Altar.

## Gewänder
Diakon und Subdiakon trugen Schultertuch, Albe und Manipel, der Subdiakon darüber eine Tunicella, der Diakon die schräge Stola und die Dalmatik in der liturgischen Farbe des Tages oder des Anlasses. An einigen Tagen mit Bußcharakter war es üblich, dass sie eine Planeta plicata, eine vorn aufgerollte Kasel, trugen. Während der heiligen Messe trug der Subdiakon zeitweise ein Velum, der Presbyter assistens trug über der Albe einen Chormantel, aber keine Stola. Stola und Manipel, Dalmatik, Tunicella, Pluviale und Velum hatten im Allgemeinen die gleiche Farbe und das gleiche Muster wie die Kasel des Zelebranten. Wurde die Rolle des Subdiakons von einem Akolythen oder Laien wahrgenommen, trug dieser keinen Manipel.